# エミリー・シーボーム
エミリー・ジェーン・シーボーム（Emily Jane Seebohm, 1992年6月5日 - ）は、オーストラリア南オーストラリア州アデレード出身のオーストラリア人女子競泳選手。北京・ロンドン・リオデジャネイロ・東京オリンピックで4大会連続メダルを獲得している。

## 経歴

### 2008年北京オリンピック
16歳でオリンピック初出場を果たす。100m背泳ぎは9位に終わったが、400mメドレーリレーは世界新記録で金メダルを獲得した。

### 2012年ロンドンオリンピック
100m背泳ぎと400mメドレーリレーで銀メダル、400mフリーリレーでは予選のみ泳いで金メダルを獲得した。

### 2016年リオデジャネイロオリンピック
前年の世界水泳選手権では背泳ぎ2冠を達成し、金メダル候補として3度目のオリンピックに臨んだ。しかし、真夜中に行われた決勝レースに苦しみ、100m背泳ぎでは7位、200m背泳ぎでは準決勝で敗退した。本人は夜になるとスイッチが入らないと述べている。最終日に行われた400mメドレーリレーでは3大会連続となる銀メダルを獲得した。

### 2020年東京オリンピック
200m背泳ぎで3位に入り、4大会連続でメダルを獲得した。400mメドレーリレーでは予選メンバーとして金メダルを授与された。